# Pauliina Vilponen
Pauliina Vilponen est une ancienne joueuse finlandaise de volley-ball née le 20 février 1992 à Nakkila. Elle mesure 1,85 m et jouait au poste de réceptionneuse-attaquante. Elle a totalisé 18 sélections en équipe de Finlande. Elle a mis un terme à sa carrière de volleyeuse professionnelle en 2018 pour devenir avocate.

## Clubs
| Club                     | De        | À         |
| ------------------------ | --------- | --------- |
| Nakkilan Paterit         |           | 2008-2009 |
| LiigaEura                | 2009-2010 | 2009-2010 |
| HPK Naiset               | 2010-2011 | 2011-2012 |
| LiigaEura                | 2012-2013 | 2012-2013 |
| Schweriner SC            | 2013-2014 | 2013-2014 |
| 1. VC Wiesbaden          | 2014-2015 | 2014-2015 |
| LP Viesti Salo           | 2015-2016 | 2016-2017 |
| Volley Millenium Brescia | 2017-2018 | 2017-2018 |
| Volley-Ball Nantes       | jan 2018  | mai 2018  |

## Palmarès
- Coupe de Finlande
  - Vainqueur : 2015, 2016.
- Championnat de Finlande
  - Vainqueur : 2017.
  - Finaliste : 2012, 2016.